# Thiania abdominalis
Thiania abdominalis es una especie de araña saltarina del género Thiania, familia Salticidae. Fue descrita científicamente por Żabka en 1985.
Habita en China y Vietnam.